# 太子港區
太子港區（法語：Port-au-Prince Arrondissement），是海地的區，位於該國西部，由西部省負責管轄，面積735.8平方公里，海拔高度653米，2015年該區人口2,759,991，人口密度為每平方公里3,751.1人。
首府太子港也是海地首都。